# Michał Meissner
Michał Meissner, Meysner, Messner, Meiszner (ur. ?, zm. przed 17 stycznia 1733) – polski złotnik, wieloletni starszy cechu w Poznaniu, twórca m.in. sukienki cudownego obrazu Matki Bożej „Szamotuł Pani” w Szamotułach (zaginiona), w Kolegiacie Matki Bożej Pocieszenia i św. Stanisława Biskupa. 

## Życiorys
Pochodził z Sieciechowa. Pierwsze zachowane informacje dotyczą okresu pracy w warsztatach cechu złotników w Poznaniu, który zajmował wówczas wysoką pozycję w tym środowisku (drugą po Krakowie). Był w roku 1684 czeladnikiem Jacentego Piątkowskiego, a „sztuki mistrzowskie” wykonał w roku 1693 w pracowni Jakuba Teppera. 
W następnych latach był aktywnym i cenionym członkiem cechu – 26 razy był wybierany na „starszego cechu” i pełnił tę funkcję przez ok. 25 lat (1696–1701, 1704, 1706–1716, 1718–1719, 1721–1723, 1726–1729, 1731). Zajmował się działalnością artystyczną – był uważany za jednego z najbardziej cenionych poznańskich złotników okresu 1700–1725 – oraz pełnił funkcję taksatora sreber zmarłych mieszczan (opracowywał pośmiertne inwentarze majątku). Swoje dzieła sygnował puncą ze znakiem w formie dwóch liter M z koroną, umieszczonych na tarczy o wklęsłym polu. 
W latach 1709–1710 pozycję cechu poznańskich złotników zachwiała epidemia dżumy. W tych latach zmarło w Poznaniu, wskutek zarazy i jej następstw, ok. 75% mieszkańców (ok. 9 tys. zmarłych). Miasto opuściła szwedzka załoga, burmistrz i radni. Przed całkowitym upadkiem uratował Poznań król August II Mocny, który zwolnił miasto z podatków i zezwolił na sprowadzenie osadników z zagranicy (m.in. z Bambergu, zgodnie z propozycją biskupa poznańskiego, Krzysztofa Szembeka.
Spośród poznańskich złotników zarazę przeżyło tylko czterech, wśród nich Michał Meissner i Godfryd Wernheide, którzy ponownie zorganizowali cech i starali się przywrócić mu wcześniejsze znaczenie. 
Czeladnikami Michała Meissnera byli Jan Czosnowski i Augustyn Szulc, a uczniami, od roku 1693, m.in. Adam Ignowski, Kazimierz Bęczyński z Kalisza, Piotr Jaworski, Bartłomiej Leman, Wojciech Chodorowski z Piotrkowa, Jakub Lewandowski, Michał Władysław Madliński.
Był żonaty z Magdaleną z Kotertów. Posiadał kamienicę oraz dom przy ul. Wielkiej. Ocenia się, że pod koniec życia był stosunkowo ubogi. W pośmiertnym inwentarzu majątku, sporządzonym 17 stycznia 1733, wymieniono tylko narzędzia złotnicze i liczne obrazy (bliżej nieopisane).

## Dzieła

### Monstrancje, kielichy mszalne i lichtarze

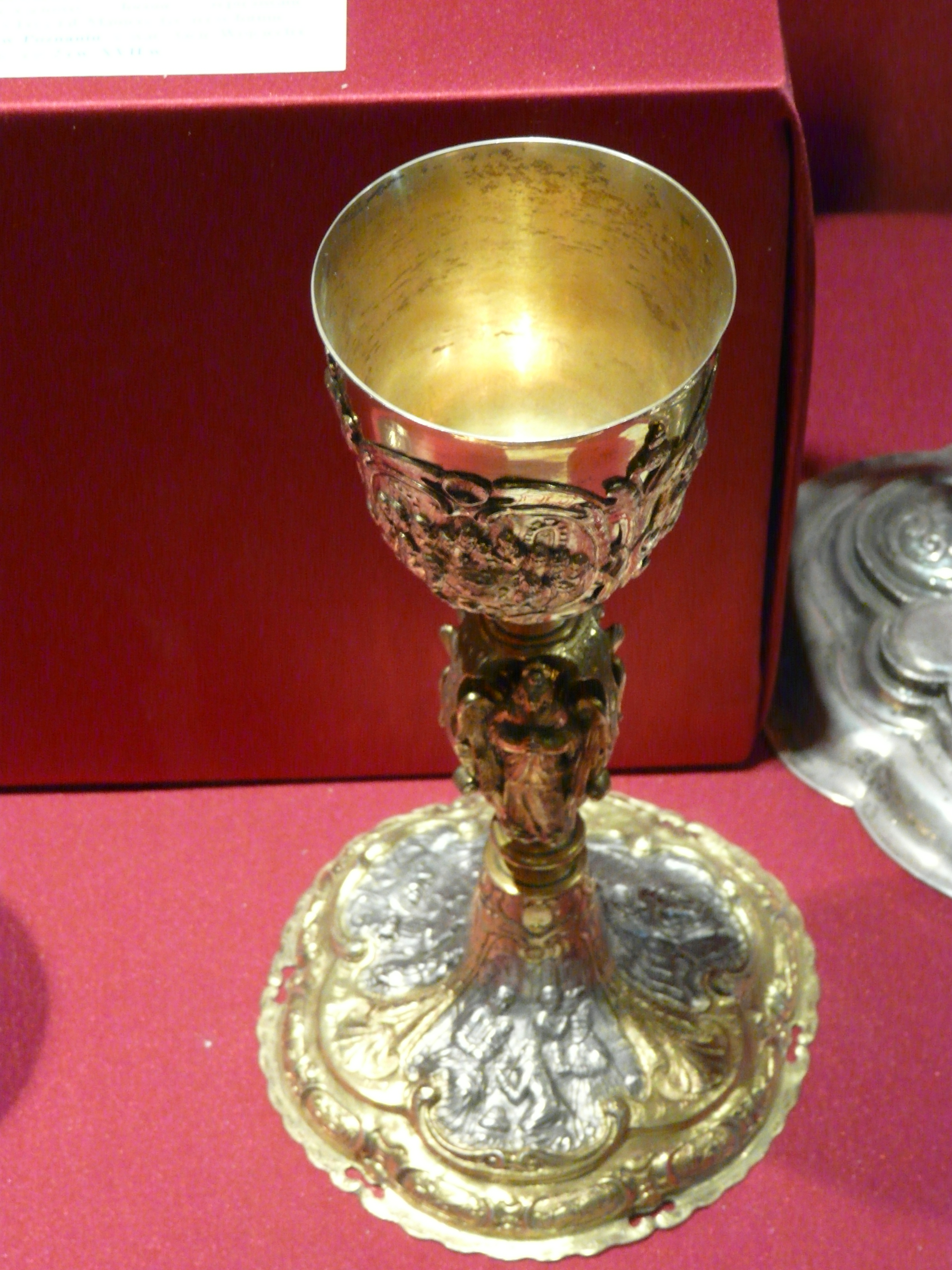
Kielich mszalny, wykonany w Poznaniu przez Stanisława Schwartza ok. 1650 roku (ze zbiorów Muzeum Archidiecezjalnego w Gnieźnie)

Z roku 1701 pochodzą dwa znane lichtarze ołtarzowe, znajdujące się w skarbcu Katedry w Gnieźnie. Monstrancja wykonana w roku 1702, znajdująca się w Buczu, została uznana za prototyp złotników Leszna. Kielichy mszalne Michała Meissnera są zdobione delikatną ornamentyką roślinną, połączoną z kompozycjami elementów figuralnych. Są zachowane w kościołach w Poznaniu, Skokach, Ołoboku, Wilkowie. Za najbardziej interesujące i charakterystyczne dla twórczości Meissnera są uważane monstrancje barokowe z glorią promienistą, wykonane:
- w roku 1703 (miejsce: Duszniki[c]),
- w roku 1708 (miejsce: Stary Gostyń),
- w roku 1712 (złota emaliowana, niesygnowana, miejsce: Poznań),
- w roku 1718 (miejsce: Witkowo).

### Sukienka obrazu Matki Bożej „Szamotuł Pani”
Sukienkami są nazywane ozdobne blachy, nakładane na otaczane kultem obrazy lub rzeźby. Najbardziej popularnym przykładem jest wizerunek Matki Boskiej, dla którego wykonano dziewięć sukienek; dwie najstarsze – sukienka brylantowa (diamentowa) i rubinowa (wierności) – pochodzą z XVII wieku. 

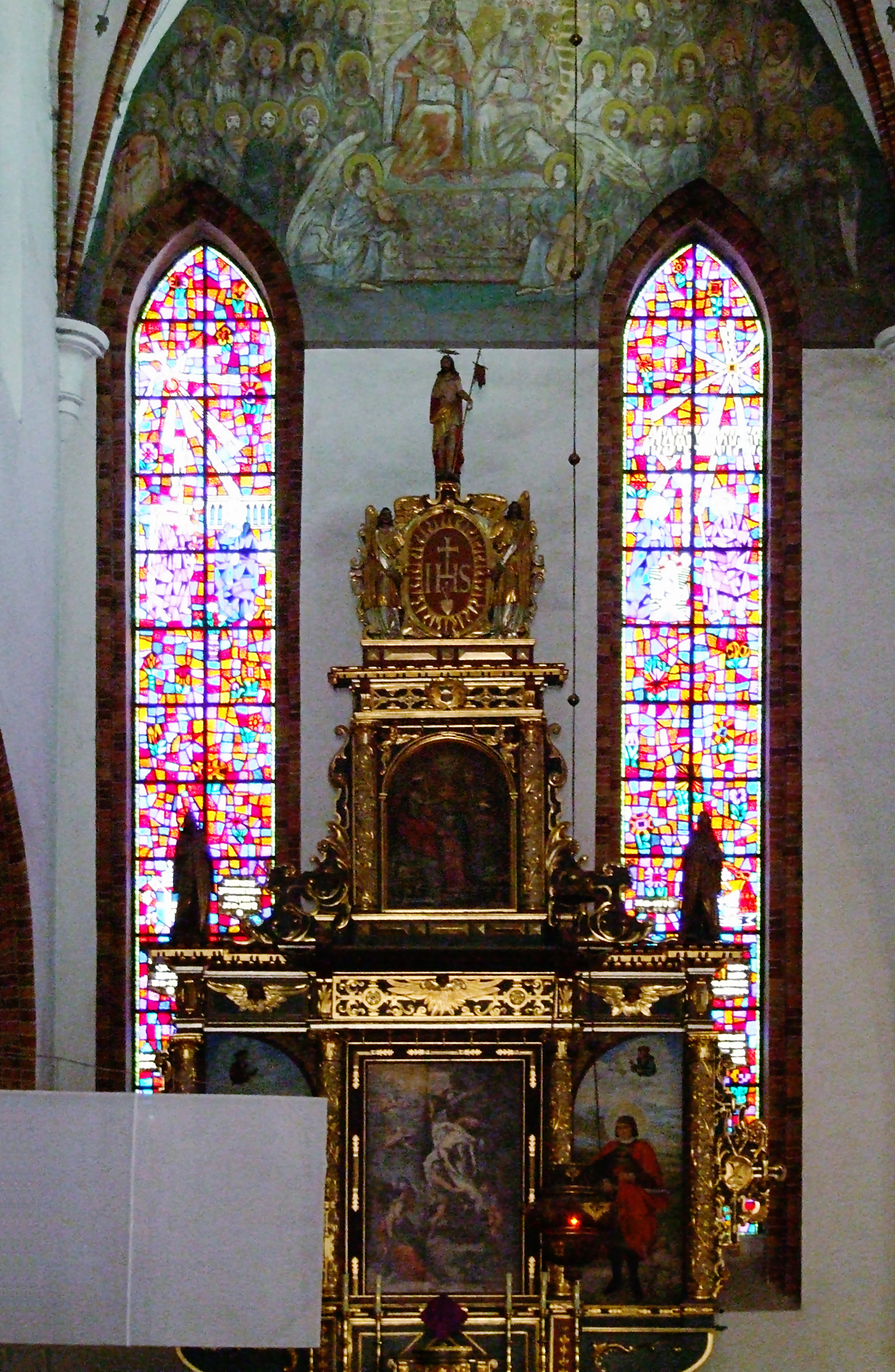
Wnętrze Kolegiaty Matki Bożej Pocieszenia i św. Stanisława Biskupa w Szamotułach

Obraz Matki Bożej Pocieszenia „Szamotuł Pani” („Matki Bożej Kazańskiej” w Szamotułach) jest ikoną o wymiarach 32×26 cm (zob. też – Kazańska Ikona Matki Bożej w Rosyjskim Kościele Prawosławnym). Obraz przywiózł do Polski kniaź ruski, przebywający z żoną – jako jeniec króla Jana Kazimierza – w Warszawie. Tam zachwycił się nim właściciel Szamotuł – Aleksander Wolff. Po śmierci kniazia zakupił obraz od jego żony (wyjednał dla niej wolność) i umieścił w kaplicy zamkowej w Szamotułach. 24 kwietnia 1664 roku zauważył spływające z oczu Maryi krwawe łzy (potwierdziło to później siedem innych osób); w roku 1666 cudowność obrazu potwierdzili ludzie, proszący Boga o łaski i uzdrowienia za wstawiennictwem Matki Bożej Pocieszenia. Obraz wyniesiono do czci publicznej i przeniesiono – w uroczystej procesji z udziałem 11 tysięcy wiernych – do szamotulskiej Kolegiaty (od roku 1667 znajduje się w specjalnie zbudowanym ołtarzu). 
W latach 1666–1700 kolegiatę odwiedzały liczne pielgrzymki; złożono dziesiątki tysięcy darów wotywnych. Król Jan Kazimierz ofiarował jako wotum srebrno-złotą sukienkę wysadzaną drogimi kamieniami i wieczną lampę. W roku 1699 przetopiono wota, aby wykonać z nich sukienki i inne ornamenty. W tym samym roku zlecenie wykonania sukienki otrzymał Michał Meissner. Na ten cel przeznaczono 50 grzywien srebra, a poza tym złoto i inne kosztowności. Następny rok był szczytem kultu cudownego obrazu Matki Bożej „Szamotuł Pani”.
Po zakończeniu wojen szwedzkich Wielkopolska była grabiona przez liczne bandy, a Kolegiatę zniszczyły ponadto katastrofalne deszcze i powodzie, które nastąpiły w latach 1724–1725. Obraz okradziono z sukienek i kosztowności w roku 1807 (sprawcą był prawdopodobnie mieszkaniec Szamotuł, Jarocki).